# 발랑티누아 공작 피에르
발랑티누아 공작 피에르(Prince Pierre, Duke of Valentinois, 1895년 10월 24일 ~ 1964년 11월 10일)은 모나코의 레니에 3세의 아버지였다. 그는 모나코에서 예술, 음악, 문학의 진흥원이었고 UNESCO와 국제 올림픽 위원회에 대한 국가 대표단의 단장을 역임했다.